# Macoma obliqua
Macoma obliqua is een tweekleppigensoort uit de familie van de platschelpen (Tellinidae). De wetenschappelijke naam van de soort werd in 1817 voor het eerst geldig gepubliceerd door J. Sowerby.
Arcopagia:
balaustina · 
crassa

Gastrana:
fragilis · 
lamellosa

Macoma:
balthica · 
calcarea · 
elliptica · 
obliqua · 
praetenuis · 
torelli

Tellina:
benedeni · 
distortus · 
donacilla · 
donacinus · 
fabula · 
pygmaeus · 
tenuis